# Dryopteris carthusiana
Dryopteris carthusiana là một loài thực vật có mạch trong họ Dryopteridaceae. Loài này được (Vill.) H.P. Fuchs miêu tả khoa học đầu tiên năm 1959.

## Hình ảnh

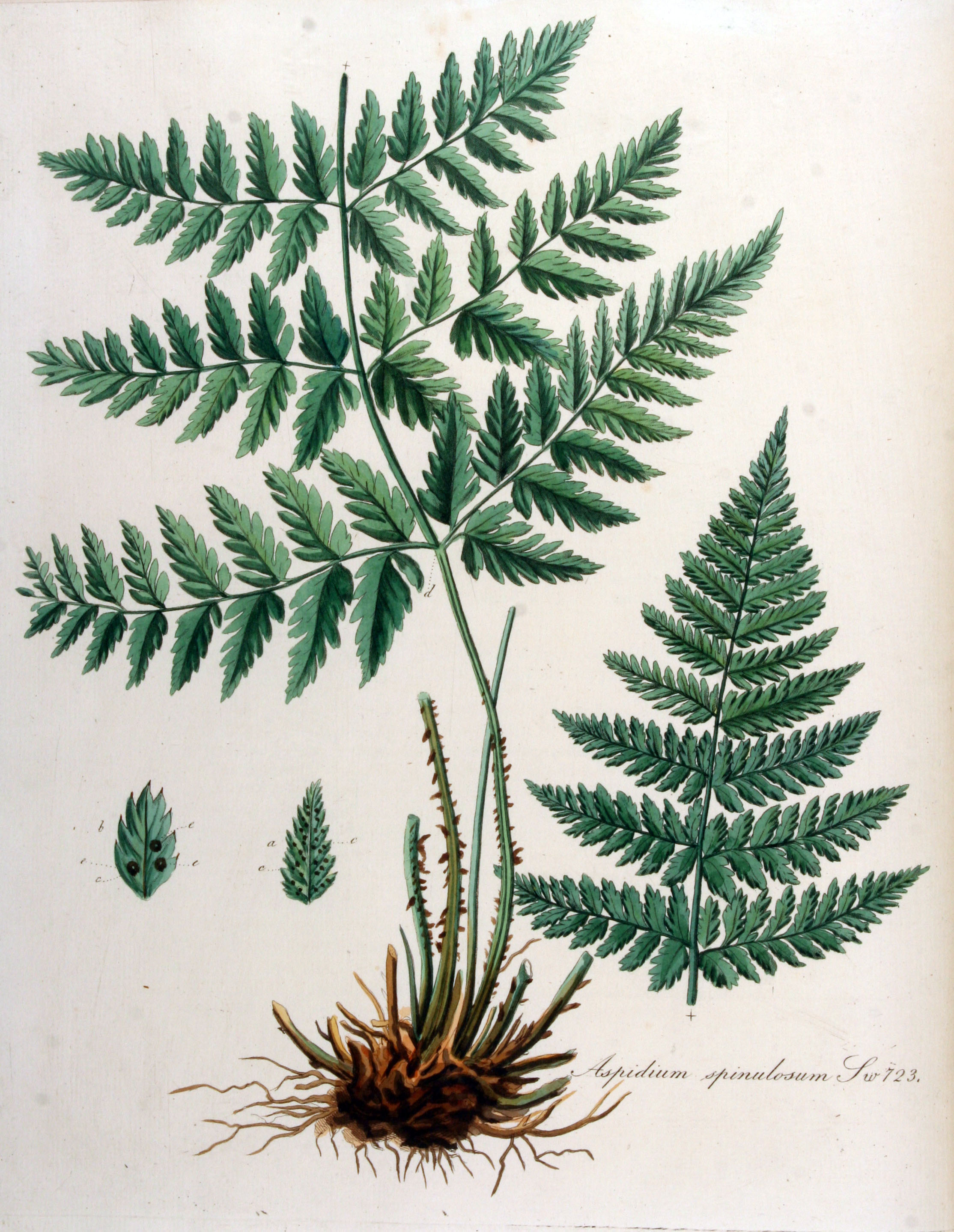
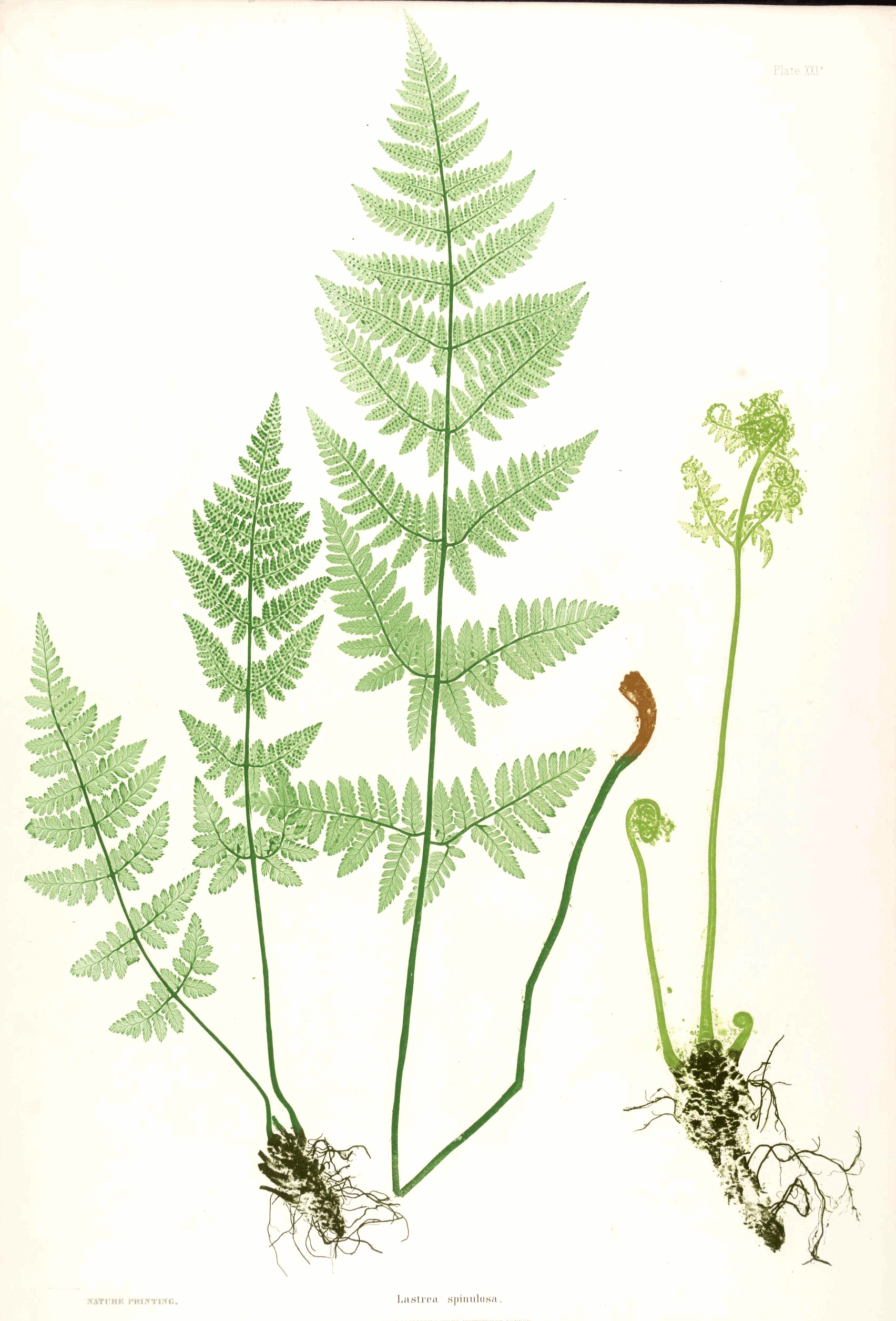
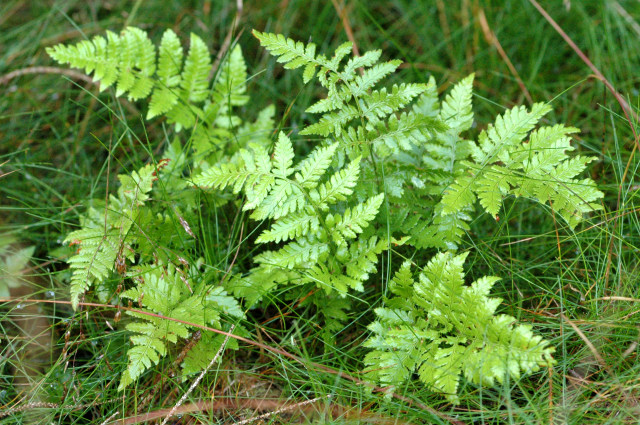
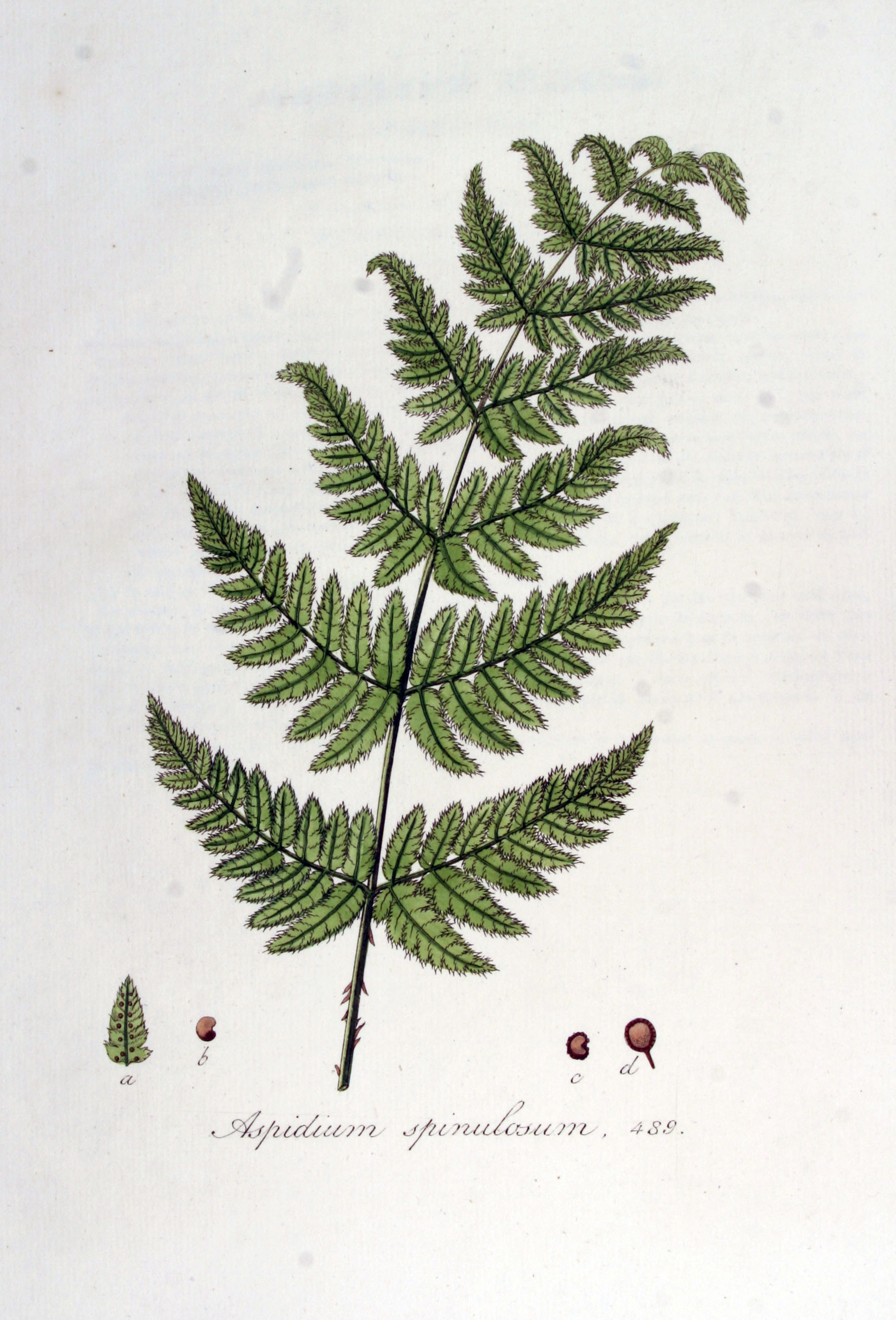